# Asmate rippertaria
Asmate rippertaria är en fjärilsart som beskrevs av Philogène Auguste Joseph Duponchel 1830. Asmate rippertaria ingår i släktet Asmate och familjen mätare. Inga underarter finns listade i Catalogue of Life.